# Garfield's Fun Fest
Garfield's Fun Fest is een Amerikaanse computeranimatiefilm gebaseerd op de stripserie Garfield. Het is de tweede computeranimatiefilm gebaseerd op deze strip. De film werd geproduceerd door Paws, Inc. in samenwerking met Wonderworld Studios. Jim Davis, de bedenker van de strip, schreef ook het script voor de film.
De film werd uitgebracht als direct-naar-video.

## Verhaal
De jaarlijkse talentenjacht voor stripfiguren komt er weer aan, en Garfield maakt zich klaar om zoals ieder jaar te winnen. Hij krijgt dit jaar echter concurrentie van een nieuw stripfiguur: een Mexicaanse kat genaamd Ramone. Garfields vriendin Arlene valt als een blok voor deze nieuwkomer. Uit jaloezie verliest Garfield zijn humor.
Om nog een kans te maken moeten Garfield en Odie afreizen naar een kikker die alles weet van lol, zodat die Garfield kan helpen winnen.

## Rolverdeling
| Acteur           | Personage                                                  |
| ---------------- | ---------------------------------------------------------- |
| Jennifer Darling | Bonita, Bobby, Rusty, Mother                               |
| Pat Fraley       | Sid, Deliverly Gnome                                       |
| Jason Marsden    | Nermal                                                     |
| Neil Ross        | Wally, Charles                                             |
| Frank Welker     | Garfield, Hardy, Keith, Prop Boy, Two Headed Guy, Goth Boy |
| Wally Wingert    | Jon Arbuckle                                               |
| Gregg Berger     | Odie, Shecky                                               |
| Stephen Stanton  | Randy Rabbit                                               |
| Greg Eagles      | Eli                                                        |
| Fred Tatasciore  | Billy Bear, Waldo, Eric                                    |
| Tim Conway       | Freddy Frog, Gate Guard, Roger                             |

## Achtergrond
Een videospel gebaseerd op de film, ook Garfield's Fun Fest genaamd, verscheen in juli 2008.